# Noiembrie 1993
Acest articol este generat integral pe baza informațiilor din articolul 1993 și este actualizat periodic de un robot.
 Editările făcute în articol vor fi șterse la următoarea actualizare! Dacă doriți să faceți modificări, editați articolul-sursă.

ianuarie -
februarie -
martie -
aprilie -
mai -
iunie -
iulie -
august -
septembrie -
octombrie -
noiembrie -
decembrie
Noiembrie 1993 a fost a unsprezecea lună a anului și a început într-o zi de luni.

## Evenimente
- 1 noiembrie: A luat ființă Uniunea Europeană, în urma Tratatului de la Maastricht.
- 9 noiembrie: Casa Regală transmite printr-un comunicat dorința regelui Mihai de a vizita România pentru a lua parte la festivitățile prilejuite de Ziua Națională a țării.
- 17 noiembrie: Ministerul Afacerilor Externe refuză să acorde viza de intrare în România a familiei regale.
- 23 noiembrie: La ora 21:00 a început să emită postul privat Antena 1.
- 29 noiembrie: Miting de proporții al sindicatelor (B.N.S., Alfa) în Piața Revoluției, unde se adună zeci de mii de persoane. Se aud lozinci antiguvernamentale și antiprezidențiale. Au loc mitinguri și în marile orașe ale țării.[1]

## Nașteri
- 1 noiembrie: Pabllo Vittar, cântăret, compozitor, drag queen și YouTuber brazilian
- 2 noiembrie: Kațiarina Andreieva, jurnalistă bielorusă
- 3 noiembrie: Martina Trevisan, jucătoare de tenis italiană
- 4 noiembrie: Max Kissaru, compozitor și producător muzical din Republica Moldova
- 5 noiembrie: George Martin Long, fotbalist britanic (portar)
- 5 noiembrie: George Long, fotbalist britanic
- 7 noiembrie: Claudiu Belu-Iordache, fotbalist român
- 10 noiembrie: Matej Mitrović, fotbalist croat
- 14 noiembrie: Samuel Umtiti, fotbalist francez
- 15 noiembrie: Paulo Bruno Dybala, fotbalist argentinian (atacant)
- 16 noiembrie: Nélson Cabral Semedo, fotbalist portughez
- 17 noiembrie: Richard Gomo Onduku, fotbalist nigerian (atacant)
- 19 noiembrie: Alexei Coșelev, fotbalist din R. Moldova (portar)
- 19 noiembrie: Nadine Schatzl, handbalistă maghiară
- 19 noiembrie: Alexei Coșelev, fotbalist moldovean
- 21 noiembrie: Jean Gavril, cântăreț român
- 22 noiembrie: Adèle Exarchopoulos, actriță franceză
- 22 noiembrie: Marc Soler, ciclist spaniol
- 24 noiembrie: Ivi Adamou, cântăreață cipriotă
- 24 noiembrie: Hande Erçel, actrița și model de origine turcă

## Decese
Mihai Drăgan, 55 ani, critic literar român (n. 1937)
William Lanteau, actor american (n. 1922)
Alexandru Piru, 76 ani, critic literar român (n. 1917)
Andrei Tihonov, academician sovietic, matematician și geofizician (n. 1906)
Efim Cebotari, politician sovietic (n. 1923)
Anna Sten, actriță americană originară din Ucraina (n. 1908)
Cornel Onescu, 73 ani, politician român (n. 1920)
Virgil Vătășianu, 91 ani, istoric de artă român (n. 1902)
Anthony Burgess (n. John Burgess Wilson), 76 ani, romancier și critic britanic (n. 1917)
Ioan Luchian Mihalea, 42 ani, compozitor și dirijor român (n. 1951)
Radu Portocală, medic și cercetător (n. 1915)